# 金德賢

金德賢（김덕현，1929年—），北韓政治家，曾任職《朝鮮中央通訊社》副總經理、朝鮮勞動黨中央組織指導部副部長和黨中央委員會候補委員。

## 生平
金德賢出生於平安南道。1953年，他在《朝鮮中央通訊社》當駐板門店記者。1963年，改為體育記者。隨後，被委任為朝鮮紅十字會的報道部長。1971年，獲晉升為中央通訊社的副總經理。同年，還成為南北紅十字會議的北方代表團副團長兼發言人。翌年，被提拔為黨中央組織指導部副部長。1986年12月，入選黨中央委員會的候補委員名單。1989年，被調職至外文出版社當社長兼責任主編。在隨後的一年，他出訪中國。之後，再沒有其消息。

## 資料來源
1. 1 2 3 4 5  .   [2014-02-28]. （原始内容存档于2022-11-30）.
2. ↑  김덕현